# Brauerschwend
Brauerschwend ist ein Ortsteil der Gemeinde Schwalmtal im mittelhessischen Vogelsbergkreis.

## Ortsgeschichte

### Mittelalter
Brauerschwend soll von Hersfelder Mönchen unter dem Abt Brunward um 1200 gegründet worden sein, ein Abt mit diesem Namen ist aber in dieser Zeit nicht nachweisbar ist. Die erste urkundliche Erwähnung war Brunwardischgeschwende im Jahre 1273. Sie findet sich in einem Kopiar von 1702.
Am Ägidiustag, dem 1. September 1320, wurde ein Vertrag zwischen Eberhard, Edlem von Breuberg, ein Vertrag mit den Brüdern Johann, Traboto und Heinrich von Eisenbach geschlossen. Gegenstand des Vertrages waren das Gericht Engelrod, das Gericht zu Hopfmannsfeld, die Mühle zu Alsfeld, das Gericht zu Frischborn und das „... forwercke zu Bruwertswende ...“ „... eyn gud zu Bruwirswende ...“ heißt es 1308. Ein Kopiar aus dem 16. Jahrhundert datiert für 1449 die Erwähnung von „Bruerswende“. 
Am 15. Mai 1454 bekannte Kurt von Romrod eine Seelgerätstiftung seiner Vorfahren in Schwarza und Brauerschwend von ihren Erbgütern vor 140 Jahren an das Kloster Immichenhain. Kurt stiftete nun ebenfalls für das Kloster. Er gab einen Gulden jährlich für eine Tonne Heringe. Von denen sollte der Propst den Nonnen an den heiligen 40 Tagen einen Hering geben. Das Geld wurde von Kurts Erbgut in Brauerschwend genommen.
In dem Salbuch des Gerichts Schwarz (heute Stadtteil von Grebenau) findet sich 1573 der Eintrag „... zwischen dem Brauersschwenger Wege ...“ Ungesichert sind die Nennungen 1577 Brawerschwein und 1602 Bauerschwein, welche schon in die Neuzeit gehören.
Der Ortsname basiert auf dem Rufnamen Brunward. Der Ort ist eine Rodungssiedlung, was durch das mhd. Grundwort „geswende“ belegt wird. „Swende“ ist ein „durch Ausreuten des Waldes gewonnenes Stück Weide oder Ackerland.“

### Neuzeit
Die Statistisch-topographisch-historische Beschreibung des Großherzogthums Hessen berichtet 1830 über Brauerschwend:

„Brauerschwend (L. Bez. Alsfeld) evangel. Pfarrdorf; liegt 1 1⁄2 St. von Alsfeld, an der von Alsfeld nach Lauterbach ziehenden Chaussee, hat 83 Häuser und 496 evangel. Einwohner. Man findet 1 Kirche, 2 Mühlen, 1 Ziegelhütte und von den Einwohnern 30, welche Bauern, 13, welche Bauern und Handwerker und 26, welche Taglöhner sind. In der Gemarkung befindet sich ein Braunkohlenwerk, das aber, weil die Holzpreise noch zu niedrig stehen, nicht benutzt wird. Die Entstehung der Kirche zu Brauerschwend ist ganz unbekannt.“

Hessische Gebietsreform (1970–1977)
Im Zuge der Gebietsreform in Hessen bildet Brauerschwend zusammen mit weiteren acht zuvor selbständigen Gemeinden seit dem 31. Dezember 1971 die Gemeinde Schwalmtal.

### Verwaltungsgeschichte im Überblick
Die folgende Liste zeigt die Staaten und Verwaltungseinheiten, denen Brauerschwend angehört(e):
- vor 1567: Heiliges Römisches Reich, Landgrafschaft Hessen
- ab 1567: Heiliges Römisches Reich, Landgrafschaft Hessen-Marburg, Amt Alsfeld[16]
- 1604–1648: Heiliges Römisches Reich, strittig zwischen Landgrafschaft Hessen-Darmstadt und Landgrafschaft Hessen-Kassel (Hessenkrieg)
- ab 1604: Heiliges Römisches Reich, Landgrafschaft Hessen-Darmstadt, Oberamt Alsfeld, Gericht Schwarz[17]
- 1787: Heiliges Römisches Reich, Landgrafschaft Hessen-Darmstadt, Oberfürstentum Hessen, Oberamt Alsfeld, Amt Alsfeld[18]
- ab 1806: Großherzogtum Hessen,[Anm. 2] Fürstentum Ober-Hessen, Oberamt Alsfeld, Amt Alsfeld[19][20]
- ab 1812: Großherzogtum Hessen, Regierungsbezirk Gießen, Amt Alsfeld[21]
- ab 1815: Großherzogtum Hessen, Provinz Oberhessen, Amt Alsfeld[22]
- ab 1821: Großherzogtum Hessen, Provinz Oberhessen, Landratsbezirk Romrod[23][Anm. 3]
- ab 1829: Großherzogtum Hessen, Provinz Oberhessen, Landratsbezirk Alsfeld (Amtssitzverlegung)
- ab 1832: Großherzogtum Hessen, Provinz Oberhessen, Kreis Alsfeld
- ab 1848: Großherzogtum Hessen, Regierungsbezirk Alsfeld
- ab 1852: Großherzogtum Hessen, Provinz Oberhessen, Kreis Alsfeld
- ab 1867: Norddeutscher Bund, Großherzogtum Hessen, Provinz Oberhessen, Kreis Alsfeld
- ab 1871: Deutsches Reich, Großherzogtum Hessen, Provinz Oberhessen, Kreis Alsfeld
- ab 1918: Deutsches Reich, Volksstaat Hessen, Provinz Oberhessen, Kreis Alsfeld
- ab 1938: Deutsches Reich, Volksstaat Hessen, Landkreis Alsfeld[24][Anm. 4]
- ab 1945: Deutsches Reich, Amerikanische Besatzungszone,[Anm. 5] Groß-Hessen, Regierungsbezirk Darmstadt, Landkreis Alsfeld
- ab 1946: Deutsches Reich, Amerikanische Besatzungszone, Hessen, Regierungsbezirk Darmstadt, Landkreis Alsfeld
- ab 1949: Bundesrepublik Deutschland, Hessen, Regierungsbezirk Darmstadt, Landkreis Alsfeld
- ab 1972: Bundesrepublik Deutschland, Hessen, Regierungsbezirk Darmstadt, Vogelsbergkreis, Gemeinde Schwalmtal
- ab 1981: Bundesrepublik Deutschland, Hessen, Regierungsbezirk Gießen, Vogelsbergkreis, Gemeinde Schwalmtal

### Gerichtszugehörigkeit
Vor 1803 war das Gericht Schwarz für Brauerschwend zuständig. In der Landgrafschaft Hessen-Darmstadt wurde mit Ausführungsverordnung vom 9. Dezember 1803 das Gerichtswesen neu organisiert. Für das Fürstentum Oberhessen (ab 1815 Provinz Oberhessen) wurde das „Hofgericht Gießen“ eingerichtet. Es war für normale bürgerliche Streitsachen Gericht der zweiten Instanz, für standesherrliche Familienrechtssachen und Kriminalfälle die erste Instanz. Übergeordnet war das Oberappellationsgericht Darmstadt. Die Rechtsprechung der ersten Instanz wurde durch die Ämter bzw. Standesherren vorgenommen und somit war für Brauerschwend das Amt Alsfeld zuständig. Nach der Gründung des Großherzogtums Hessen 1806 wurden die Aufgaben der ersten Instanz 1821 im Rahmen der Trennung von Rechtsprechung und Verwaltung auf die neu geschaffenen Landgerichte übertragen. „Landgericht Alsfeld“ war daher von 1821 bis 1879 die Bezeichnung für das erstinstanzliche Gericht in Alsfeld, das heutige Amtsgericht.
Anlässlich der Einführung des Gerichtsverfassungsgesetzes mit Wirkung vom 1. Oktober 1879, infolge derer die bisherigen großherzoglichen Landgerichte durch Amtsgerichte an gleicher Stelle ersetzt wurden, während die neu geschaffenen Landgerichte nun als Obergerichte fungierten, kam es zur Umbenennung in Amtsgericht Alsfeld und Zuteilung zum Bezirk des Landgerichts Gießen.

## Bevölkerung

### Einwohnerstruktur 2011
Nach den Erhebungen des Zensus 2011 lebten am Stichtag dem 9. Mai 2011 in Brauerschwend 555 Einwohner. Darunter waren 6 (1,1 %) Ausländer.
Nach dem Lebensalter waren 78 Einwohner unter 18 Jahren, 201 zwischen 18 und 49, 132 zwischen 50 und 64 und 147 Einwohner waren älter. Die Einwohner lebten in 255 Haushalten. Davon waren 87 Singlehaushalte, 66 Paare ohne Kinder und 75 Paare mit Kindern, sowie 18 Alleinerziehende und 6 Wohngemeinschaften. In 66 Haushalten lebten ausschließlich Senioren und in 147 Haushaltungen lebten keine Senioren.

### Einwohnerentwicklung
| • 1806: | 399 Einwohner, 77 Häuser |
| • 1829: | 496 Einwohner, 83 Häuser |
| • 1867: | 571 Einwohner, 82 Häuser |

| Brauerschwend: Einwohnerzahlen von 1791 bis 2015 | Brauerschwend: Einwohnerzahlen von 1791 bis 2015 | Brauerschwend: Einwohnerzahlen von 1791 bis 2015 | Brauerschwend: Einwohnerzahlen von 1791 bis 2015 | Brauerschwend: Einwohnerzahlen von 1791 bis 2015 |
| --- | ------------------------------------------------ | ------------------------------------------------ | ------------------------------------------------ | ------------------------------------------------ |
| Jahr |                                                  |                                                  |                                                  | Einwohner                                        |
| 1791 | 1791                                             |                                                  | 435                                              | 435                                              |
| 1800 | 1800                                             |                                                  | 435                                              | 435                                              |
| 1829 | 1829                                             |                                                  | 496                                              | 496                                              |
| 1834 | 1834                                             |                                                  | 444                                              | 444                                              |
| 1840 | 1840                                             |                                                  | 531                                              | 531                                              |
| 1846 | 1846                                             |                                                  | 585                                              | 585                                              |
| 1852 | 1852                                             |                                                  | 545                                              | 545                                              |
| 1858 | 1858                                             |                                                  | 571                                              | 571                                              |
| 1864 | 1864                                             |                                                  | 577                                              | 577                                              |
| 1871 | 1871                                             |                                                  | 571                                              | 571                                              |
| 1875 | 1875                                             |                                                  | 558                                              | 558                                              |
| 1885 | 1885                                             |                                                  | 562                                              | 562                                              |
| 1895 | 1895                                             |                                                  | 581                                              | 581                                              |
| 1905 | 1905                                             |                                                  | 539                                              | 539                                              |
| 1910 | 1910                                             |                                                  | 546                                              | 546                                              |
| 1925 | 1925                                             |                                                  | 517                                              | 517                                              |
| 1939 | 1939                                             |                                                  | 545                                              | 545                                              |
| 1946 | 1946                                             |                                                  | 838                                              | 838                                              |
| 1950 | 1950                                             |                                                  | 818                                              | 818                                              |
| 1956 | 1956                                             |                                                  | 755                                              | 755                                              |
| 1961 | 1961                                             |                                                  | 714                                              | 714                                              |
| 1967 | 1967                                             |                                                  | 727                                              | 727                                              |
| 1970 | 1970                                             |                                                  | 735                                              | 735                                              |
| 1980 | 1980                                             |                                                  | ?                                                | ?                                                |
| 1990 | 1990                                             |                                                  | ?                                                | ?                                                |
| 2000 | 2000                                             |                                                  | ?                                                | ?                                                |
| 2005 | 2005                                             |                                                  | 633                                              | 633                                              |
| 2010 | 2010                                             |                                                  | 576                                              | 576                                              |
| 2011 | 2011                                             |                                                  | 555                                              | 555                                              |
| 2015 | 2015                                             |                                                  | 541                                              | 541                                              |
| Datenquelle: Historisches Gemeindeverzeichnis für Hessen: Die Bevölkerung der Gemeinden 1834 bis 1967. Wiesbaden: Hessisches Statistisches Landesamt, 1968. Weitere Quellen: ; Gemeinde Schwalmtal (aus Webarchiv):; Zensus 2011 |                                                  |                                                  |                                                  |                                                  |

## Religion

### Evangelische Kirche

Die evangelische Kirche von Brauerschwend

Das Kirchengebäude steht in der Kirchstraße 13. Das Pfarramt befindet sich in der Kirchstraße 16.

### Katholische Kirche

Die Katholische St.-Elisabeth-Kirche

Die Kath. Filialkirche St Elisabeth und das Pfarrbüro steht in Brauerschwend in der Jahnstraße 14.

### Historische Religionsangehörigkeit
| • 1829: | 496 evangelische (= 100 %) Einwohner                                |
| • 1961: | 581 evangelische (= 81,37 %), 121 katholische (= 16,95 %) Einwohner |

## Politik
Ortsvorsteher ist Bernhard Lang.

## Kultur und Sehenswürdigkeiten

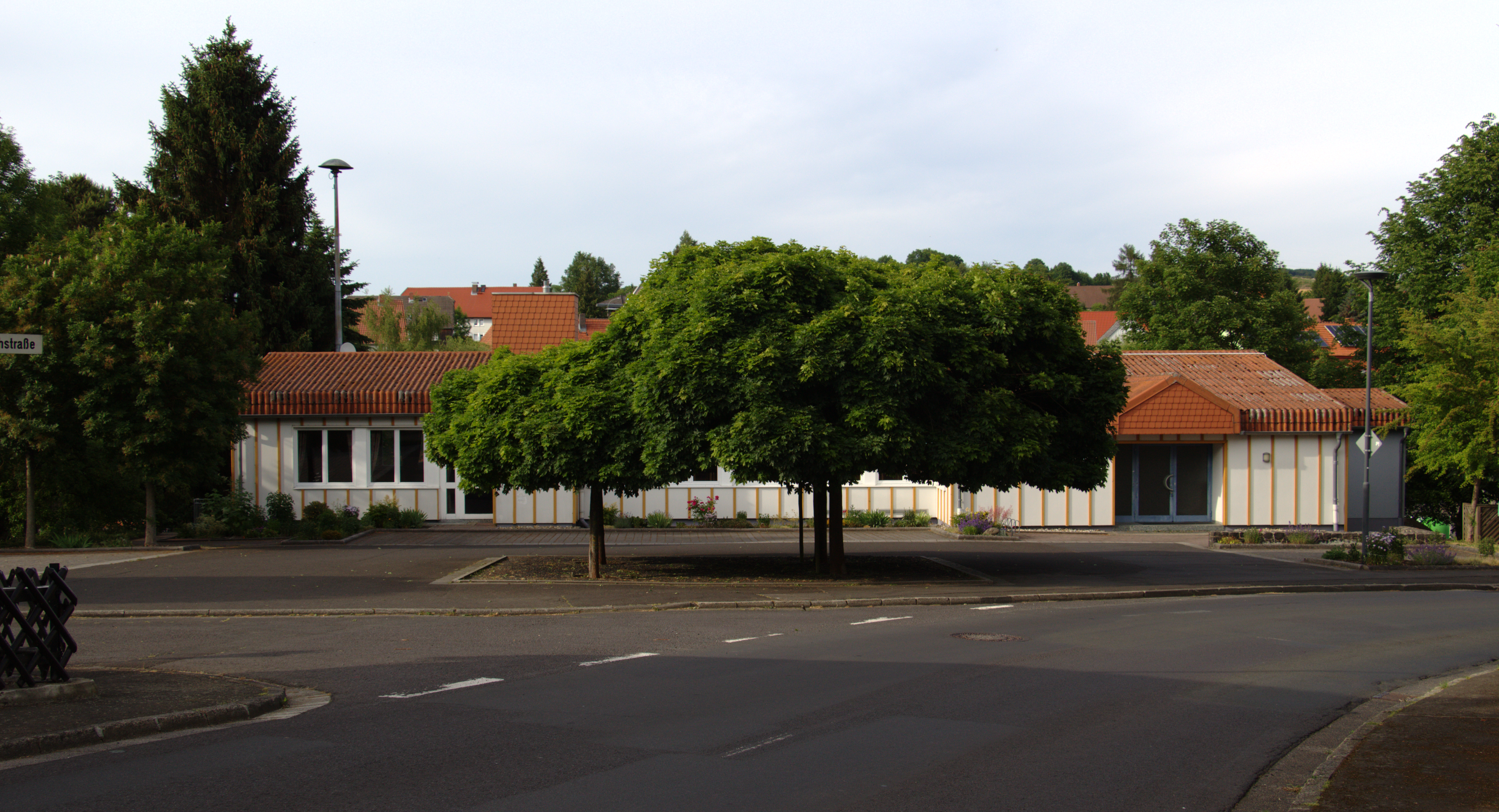
Das heutige Bürgerhaus

In Brauerschwend befinden sich neben der evangelischen Pfarrkirche aus dem Jahre 1748 und der katholischen Kirche von 1954 mit der Volkshalle und dem Bürgerhaus zwei gemeindliche Einrichtungen.